# بازدوو (مکلنبورگ-فورپومرن)
بازدوو (به آلمانی: Basedow) یک شهر در آلمان است که در Mecklenburgische Seenplatte District واقع شده‌است. بازدوو ۷۸۰ نفر جمعیت دارد.